# Franz Kautny
Franz Kautny (* 22. Juni 1907; † 27. Mai 1947 in Landsberg am Lech) war ein tschechoslowakischer SS-Oberscharführer und Mitglied der Wachmannschaft des Konzentrationslagers Mauthausen-Gusen sowie des Nebenlagers Steyr.

## Biografie
Kautny war tschechoslowakischer Nationalität und seit Februar 1943 Mitglied der Waffen-SS. Zwischen 1933 und 1945 arbeitete er als Wächter in Konzentrationslagern. Zur Wachmannschaft des Konzentrationslagers Mauthausen-Gusen gehörte er zwischen dem 22. Februar 1943 und dem 1. September 1944 sowie zwischen dem 23. Februar und Mai 1945.
Nach Kriegsende wurde Kautny vor einem amerikanischen Militärgericht im Mauthausen-Hauptprozess, Teil der Dachauer Prozesse, angeklagt. Ihm wurden folgende Delikte vorgeworfen: In der ersten Hälfte des Jahres 1943 soll er einen jugoslawischen KZ-Häftling, der an der Eisenbahnstrecke zwischen Mauthausen und Gusen arbeitete, mit einem Gewehrkolben schwer misshandelt haben. Ein weiterer Zeuge sagte aus, dass Kautny zusammen mit anderen Wächtern im März oder April des Jahres 1945 die zwölf Mitglieder einer außerhalb des Lagers arbeitenden KZ-Arbeitsgruppe so schwer misshandelt habe, dass zwei russische Häftlinge im Laufe der Nacht starben. Kautny gab zu, einen Gefangenen, der entsprechend den Aufzeichnungen des Todesbuches von Mauthausen ein deutscher Staatsangehöriger gewesen war, bei einem vermeintlichen Fluchtversuch erschossen zu haben.
Kautny bestritt sämtliche von den Zeugen gemachten Aussagen. Das Gericht sah die Beweislast als so erdrückend an, dass Kautny zum Tode durch den Strang verurteilt wurde. In der Urteilsbegründung hieß es, die Einrichtung und der Betrieb des KZ Mauthausens sei eine verbrecherische Tat gewesen. Jedem dort Tätigen sei es möglich gewesen, diesen verbrecherischen Charakter zu erkennen. Dem KZ-Personal seien insbesondere die zahlreichen Arten des Mordens durch Erschießen, Vergasen, Hängen, vorsätzlichen Hungertod und weitere Tötungsarten bekannt gewesen. Er wurde am 27. Mai 1947 im Kriegsverbrechergefängnis Landsberg hingerichtet.